# Benny Ziffer

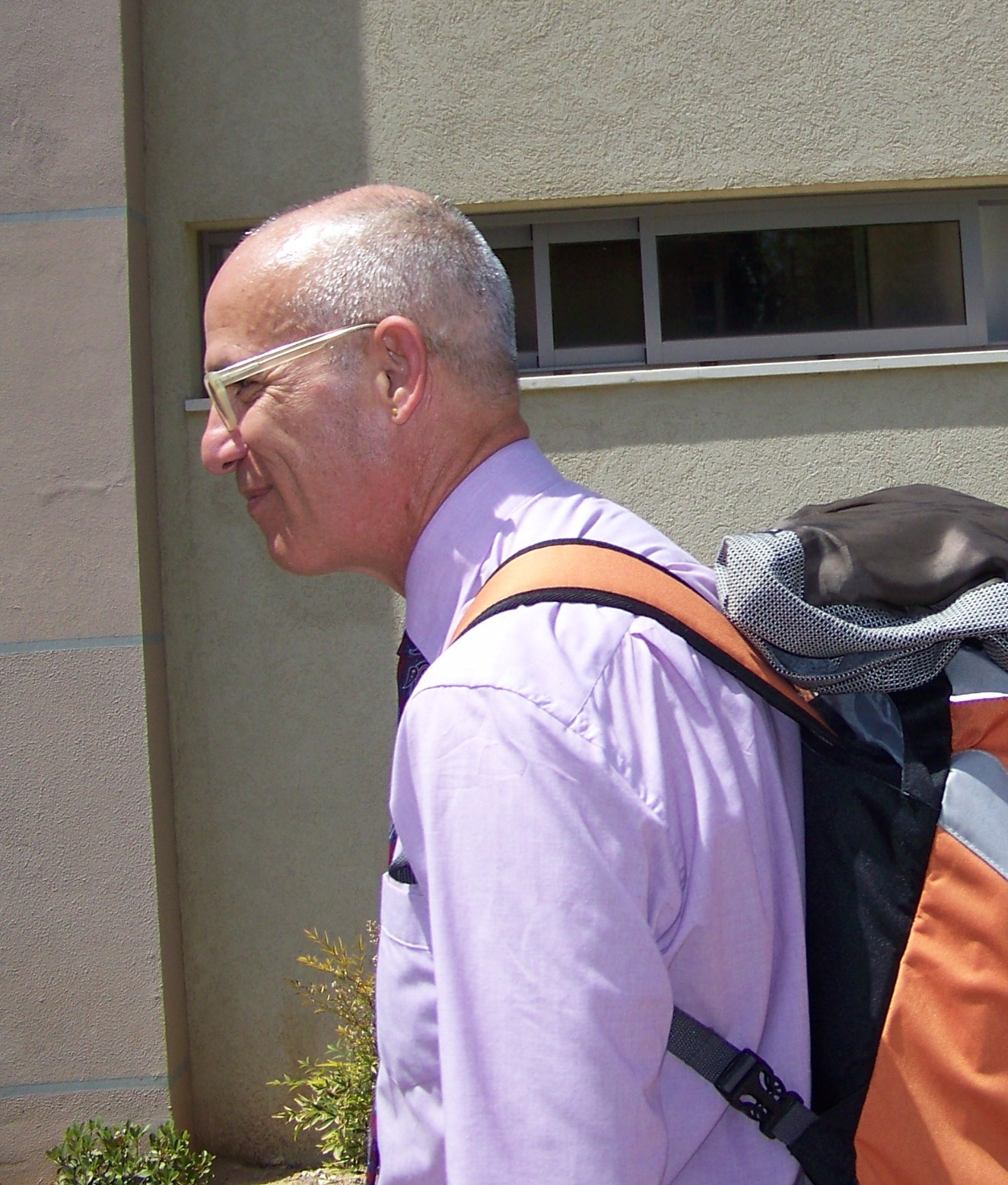
Benny Ziffer, 2010

Benny Ziffer (hebräisch בני ציפר; * Juni 1953 in Tel Aviv) ist ein israelischer Journalist, Schriftsteller und Übersetzer. Ziffer ist Literaturchef der Zeitung Haaretz und veröffentlichte drei Romane.

## Leben
Als Sohn einer jüdisch-türkischen Mutter und eines in Wien geborenen Vaters studierte Ziffer französische Literaturwissenschaft und lernte am Goethe-Institut Deutsch. Ziffers Romane beschäftigen sich mit dem homosexuellen Leben und dem Alltag jüdisch-türkischer Einwanderer in Israel und sorgten teilweise für Kontroversen. Seinen Roman Ziffer und die seinen schrieb er während eines Stipendiums des Literarischen Colloqiums im Winter 1997/98 am Wannsee.
In Israel ist er heute vor allem bekannt für seine Kolumne in Ha'aretz, in der er die Auswirkungen des Fernsehens auf den israelischen Alltag beleuchtet. Daneben übersetzte er diverse Romane und Gedichte aus dem Französischen.
Im August 2019 schrieb Ziffer nach seiner Rückkehr von einem Beileidsbesuch in der israelischen Siedlung Ofra im besetzten Westjordanland auf seiner Facebook-Seite: „Unterwegs betrachtete ich die palästinensischen Dörfer, die neben den jüdischen Gemeinden stehen, und dachte daran, dass Mord für die Palästinenser eine Art Sport oder Vergnügen ist, vielleicht ein Ersatz für Erotik. Aus dieser Sicht werden wir kulturell niemals etwas mit ihnen gemeinsam haben. ... Was dieses böse und unwürdige Volk betrifft, können wir nur hoffen, dass das Land es ausspeien wird, denn es ist dieses Landes nicht würdig, das voll von jüdischem Blut ist, das es vergossen hat.“ Der Journalist Gideon Levy kritisierte die Äußerungen von Ziffer und bezeichnete sie als rassistisch.

## Privates
Ziffer ist verheiratet, hat drei Kinder und lebt in Ra’anana.